# Stanisław Herakliusz Lubomirski
Stanisław Herakliusz Lubomirski (1641 – 1702) foi um político polaco. Nasceu no seio da família de um poderoso magnata que liderou uma rebelião contra o rei João Casimiro II (1609-1672).
A primeira informação sobre a família Lubomirski remonta ao Séc. XIV, quando aparecem em Lubomierz, na terra da Pequena Polónia, cerca de 1398. O nome da família provém do nome dessa terra.. Eles eram nobres influentes da religião Católico-romana.

## Biografia
A formação de Stanisław Lubomirski passou pela França, Espanha e Itália, regressando à Polônia em 1662 para iniciar a sua carreira política. Tornou-se deputado, frequentou a Sejm (1670) e foi Grão-Marechal da Coroa em 1676.
A sua residência em Ujazdów, Varsóvia, tornou-se um centro de actividades culturais e políticos